# Dorfkirche Demnitz

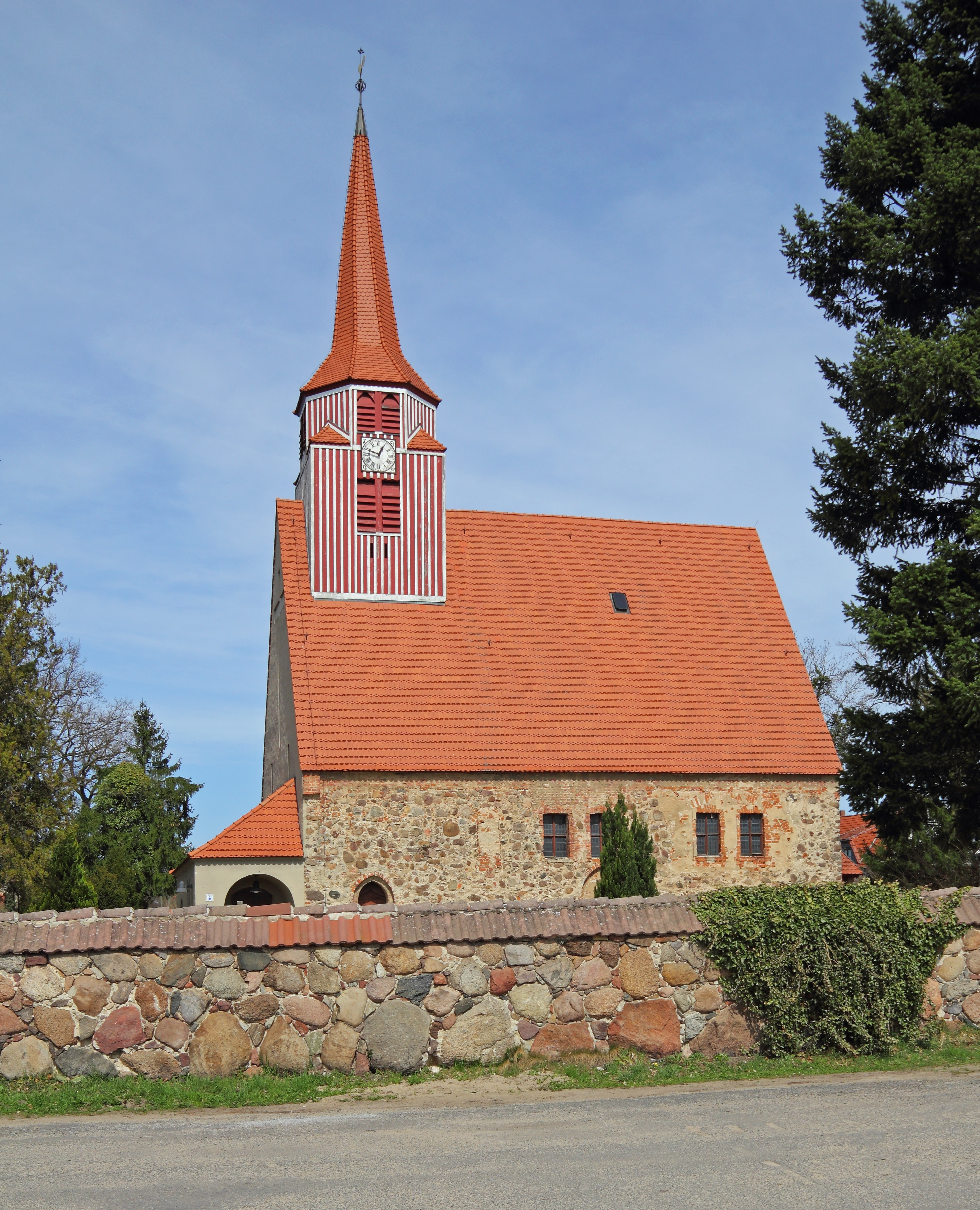
Dorfkirche Demnitz

Die evangelische Dorfkirche Demnitz ist eine spätgotische Feldsteinkirche in Demnitz, einem Ortsteil der Gemeinde Steinhöfel im Landkreis Oder-Spree im Land Brandenburg. Sie gehört zum Pfarrsprengel Demnitz–Heinersdorf im Kirchenkreis Oderland-Spree der Evangelischen Kirche Berlin-Brandenburg-schlesische Oberlausitz.

## Lage
Demnitz entstand als Straßenangerdorf, durch das die Dorfstraße als zentrale Verbindungsachse in Nord-Süd-Richtung läuft. Die Kirche steht nördlich des Dorfzentrums, dort westlich der Dorfstraße und wird von einer Mauer aus Feldsteinen eingefriedet.

## Geschichte
Das Dehio-Handbuch äußert sich zum Entstehungszeitraum nur sehr vage und klassifiziert den Sakralbau als spätgotisch, d. h. in die Zeit von 1350 bis ca. 1520/1530. Als sicher gilt, dass Ende des 16. Jahrhunderts umfangreiche Erneuerungen und Anbauten vorgenommen wurden. So errichteten Handwerker an der Ostseite eine Gruft und stellten im Innenraum ein Altarretabel auf. Die Initiative könnte vom damaligen Kirchenpatron Christoph von Röbel ausgegangen sein. 1909 ließ die Kirchengemeinde das Bauwerk durch Ludwig Dihm restaurieren.

## Baubeschreibung

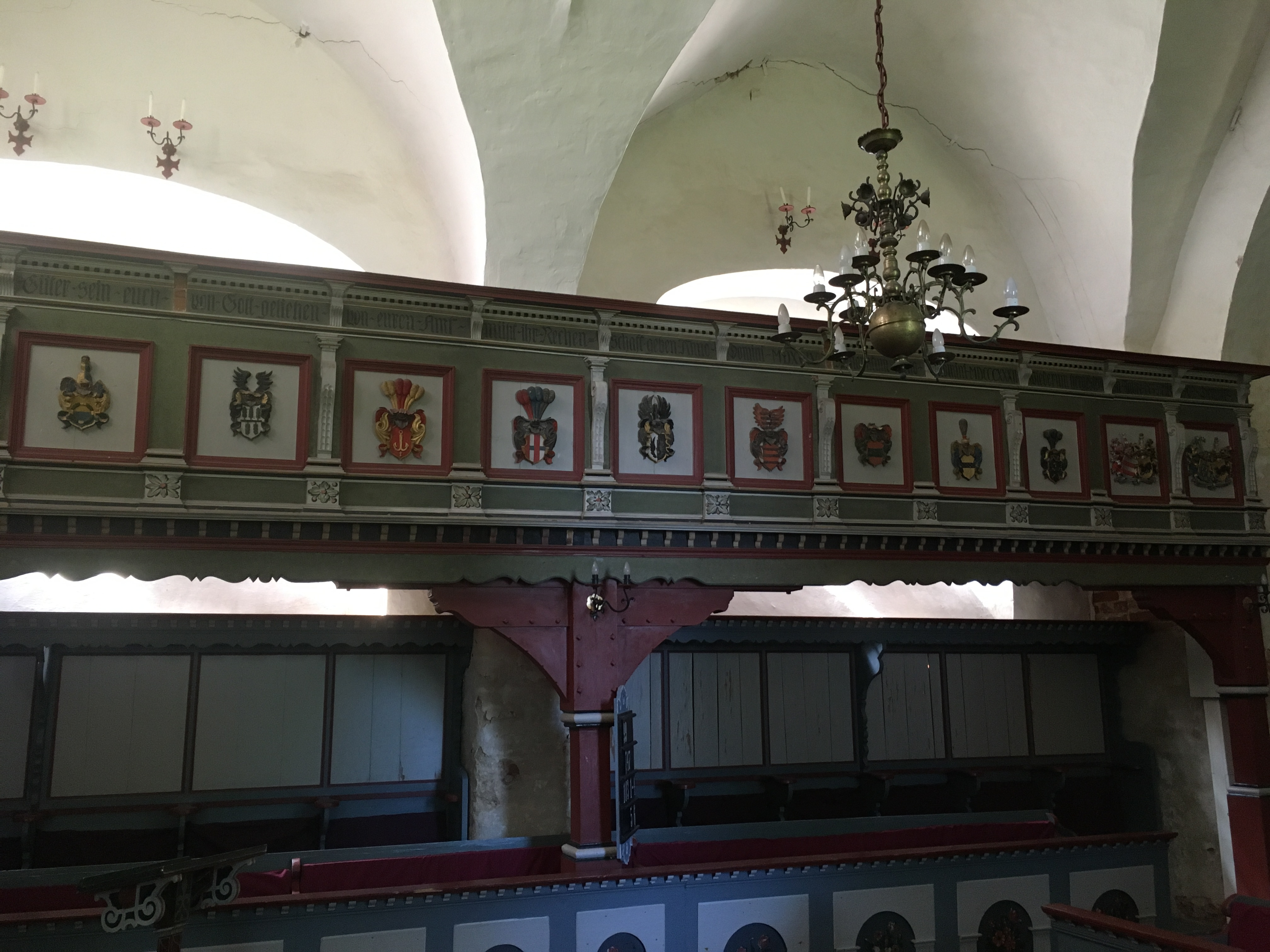
Südempore

Der Chor ist gerade und nicht eingezogen. Er wurde aus Feldsteinen errichtet, die nicht behauen oder lagig geschichtet wurden. Im unteren Bereich sind vereinzelt größere Steine verbaut, während darüber auch Granitsplitter und anderes Füllmaterial zur Anwendung kam. Nach Norden schließt sich ein Anbau an, der aus rötlichem Mauerstein erbaut wurde und als Gruft diente. Sie reicht im nördlichen Bereich bis in den Giebel des Chors hinein und verdeckt diesen teilweise. Der Anbau kann durch eine bienenkorbförmige Pforte am östlichen Teil oder durch eine Treppe von Süden her betreten werden. Sein Dach ist mit rötlichem Biberschwanz eingedeckt. Der Giebel des Chors wurde aus rötlichem Mauerstein errichtet. Mittig sind zwei spitzbogenförmige Blenden eingearbeitet, in deren unterem Bereich je zwei bienenkorbförmige Fenster sind. In der südlichen Blende ist im oberen Drittel eine weitere, kleine und rechteckige Öffnung, ebenso in Richtung des Dachfirsts.
Das Kirchenschiff weist einen rechteckigen Grundriss auf. Es wurde ebenfalls aus ungleichmäßig geschichteten Feldsteinen errichtet, wobei keine Sortierung in der Größe vorgenommen wurde. An der Südseite ist eine mittige, mit Mauersteinen und Feldsteinen zugesetzte und spitzbogenförmige Pforte, die aus der Bauzeit stammen dürfte. Darüber sowie links davon ist ein rechteckiges Fenster, dessen Laibung mit rötlichem Mauerstein eingefasst wurde. Oberhalb sind Ausbesserungsarbeiten erkennbar, die von der barocken Vergrößerung stammen könnten. In Richtung Chor sind zwei weitere dieser Fenster. Sie sind in einem großen, umspannenden Bogen eingearbeitet. Nach Westen hin sind die Reste eines hochgesetzten, spitzbogenförmigen Fensters zu erkennen, das mit Mauersteinen verschlossen wurde. Die Nordseite des Kirchenschiffs ist mit drei hohen, bienenkorbförmigen Fenstern gegliedert.
Der Zugang zum Bauwerk erfolgt über eine segmentbogenförmige Pforte an der Südseite unterhalb des Westturms, die in eine Vorhalle führt. Der Turm sollte ursprünglich als Querwestturm ausgeführt werden. Nun erhebt sich aus dem schlichten Satteldach ein hölzerner, quadratischer Aufsatz, der in eine achteckige Form übergeht. Er hat an jeder Seite je eine Klangarkade mit einer Turmuhr an der Nord- und Südseite. Der Giebel an der Westseite ist mit einem mächtigen, sich über die gesamte Fläche erstreckenden Kreuz verziert. Der achteckige, geknickte Helm schließt mit einer Turmkugel und Wetterhahn ab.

## Ausstattung

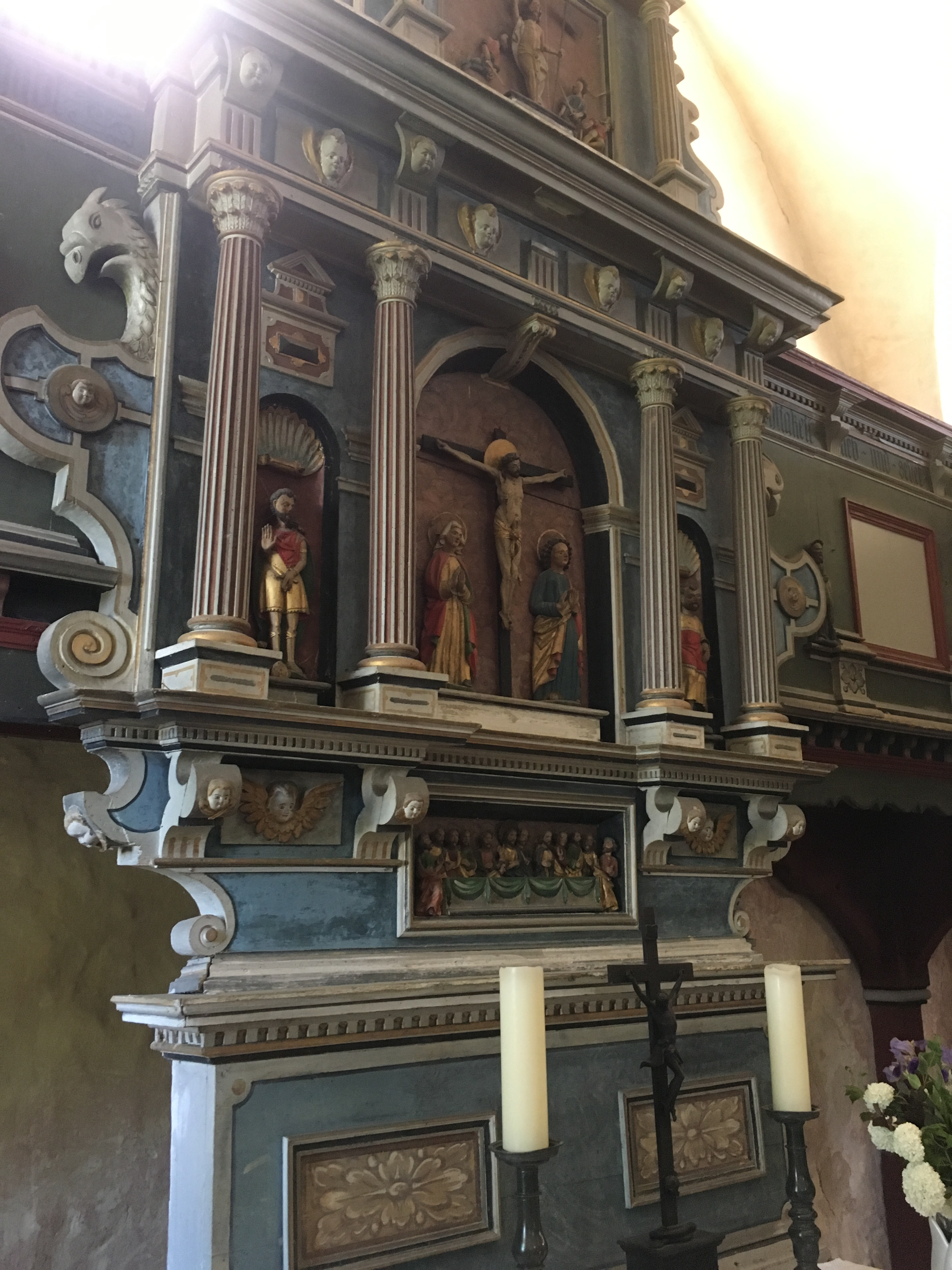
Altaraufsatz

Das hölzerne Altarretabel stammt aus dem Ende des 16. Jahrhunderts und besteht aus einem mehrgeschossigen Aufbau. In der Predella ist das Abendmahl Jesu zu sehen, das von mehreren seitlich angeordneten Putten geschmückt ist. Das Hauptfeld zeigt die Kreuzigung Christi, begleitet von zwei Figuren, die in seitlich angeordneten Muschelfeldern stehen. Die Wangen haben die Form von Adlern. Links und rechts der Wangen ist ein Apostel platziert. Es folgen ein breites Gesims mit vier Putten sowie die Darstellung der Auferstehung Jesu Christi. Oberhalb eines weiteren Gesimses mit zwei Putten ist in einem säulenumrahmten Giebel die Himmelfahrt dargestellt, darauf ein Pelikan. Die Kanzel an der nördlichen Wand des Kirchenschiffs wurde Anfang des 17. Jahrhunderts aus Holz angefertigt. Der polygonale Kanzelkorb ist mit Ecksäulchen und Akanthus verziert. Links neben der Kanzel steht eine hölzerne Fünte vor einer Sakramentsnische in der nordöstlichen Chorwand.
Aus dem späten 16. Jahrhundert stammt eine hölzerne Empore im Süden und Osten des Bauwerks. Die südliche ist auf das Jahr 1594 datiert und mit Wappenreliefs geschmückt. Auf der westlichen Empore steht eine Dinse-Orgel aus dem Jahr 1909. Ein Porträt aus dem Jahr 1604 zeigt den Patron Christoph von Röbel mit seiner Frau, ein weiteres aus dem Jahr 1764 einen Pastor. Zwei Epitaphe erinnern an den 1745 verstorbenen Franz Erdmann von Burgsdorff sowie die 1756 verstorbene Ursula Hedwig von Burgsdorf.
Das Innere ist seit dem späten 16. Jahrhundert mit einem Kreuzgratgewölbe versehen, das auf zwei Joch breiten Wandpfeilern ruht.
Südwestlich des Bauwerks erinnert ein Findling an die Opfer aus dem Zweiten Weltkrieg.